# فنفریا
فنفریا (به اسپانیایی: Fonfría, Teruel) یک شهرستان در اسپانیا است که در استان تروئل واقع شده‌است.

## خصوصیات
فنفریا ۲۰٫۳۵ کیلومترمربع مساحت و ۲۹ نفر جمعیت دارد و ۱٬۲۴۷ متر بالاتر از سطح دریا واقع شده‌است.